# Cedochrea costaricana
Cedochrea costaricana är en insektsart som beskrevs av Alexander Fyodorovich Emeljanov 1994. Cedochrea costaricana ingår i släktet Cedochrea och familjen Derbidae. Inga underarter finns listade i Catalogue of Life.